# Basile De Loose
Basile De Loose, né à Zele le 17 décembre 1809 et mort à Bruxelles le 24 décembre 1885, est un peintre belge connu pour ses scènes de genre et ses portraits.
Au Salon de Bruxelles de 1842, il obtient une médaille de vermeil. Plusieurs de ses œuvres sont conservées notamment au Riksmuseum Amsterdam, à l'Alte Nationalgalerie, au Musée des Beaux-Arts de Leipzig et au Stettin Museum.

## Biographie

### Famille
Basile De Loose, né à Zele le 17 décembre 1809, est le fils du peintre d'histoire Jean Joseph De Loose (1770-1849) (d) et de Marie Jacqueline Impyns (1778-1821), couturière, mariés à Zele le 17 juin 1798. Basile De Loose épouse à Saint-Nicolas, en Flandre-Orientale, le 4 août 1841, Marie Natalie De Bondt (1819-1888). Ils sont parents de trois filles : Emma (1842-1874), Léonie (1843-1889) et Herminie (1848-1928).

### Formation
Basile De Loose est l'élève de son père, professeur à l'Académie de dessin de Saint-Nicolas, où il obtient tous les premiers prix dès 1824. En 1826, une bourse octroyée par l'Académie de Saint-Nicolas lui permet, durant trois ans, de suivre les cours supérieurs dispensés à l'Académie royale des beaux-arts d'Anvers, où il est placé sous la protection de Mathieu-Ignace Van Brée. Âgé de seize ans, il expose en 1826 à Malines et au Salon de Gand, puis au Salon d'Anvers en 1828. Il obtient, en 1829, le premier prix de peinture pour un tableau de genre, représentant un intérieur où un jeune homme fait ses adieux à ses parents, exposé à Groningue. En 1835, il se perfectionne à Paris,.

### Carrière
De retour en Belgique, Basile De Loose s'établit durant deux ans à Saint-Nicolas, puis, en 1837, à Bruxelles (rue du Chêne jusqu'à son mariage en 1841 et rue du Pont-Neuf jusqu'à sa mort).
Il participe régulièrement à plus de quarante salons triennaux belges (jusqu'en 1883). Il obtient, du roi des Français Louis-Philippe, une médaille d'or au Salon de Paris de 1841, puis une médaille de bronze au Salon de Bruxelles de 1842 pour Une leçon de musique. Il envoie également ses œuvres à cinq Expositions des maîtres vivants aux Pays-Bas, de même qu'en Allemagne,.
Basile De Loose, toujours devant son chevalet jusqu'à ses derniers jours, meurt à l'âge de 76 ans, rue du Pont-Neuf no 18, à Bruxelles le 24 décembre 1885.

## Œuvre

### Caractéristiques

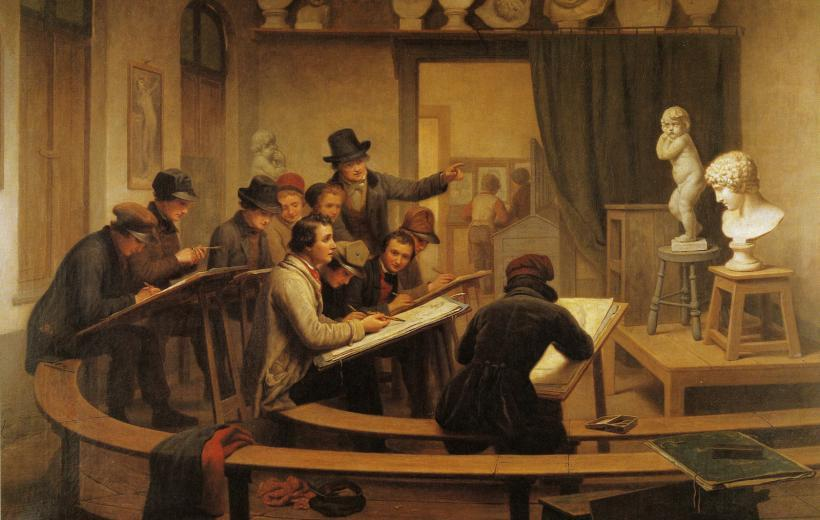
La Classe de dessin.

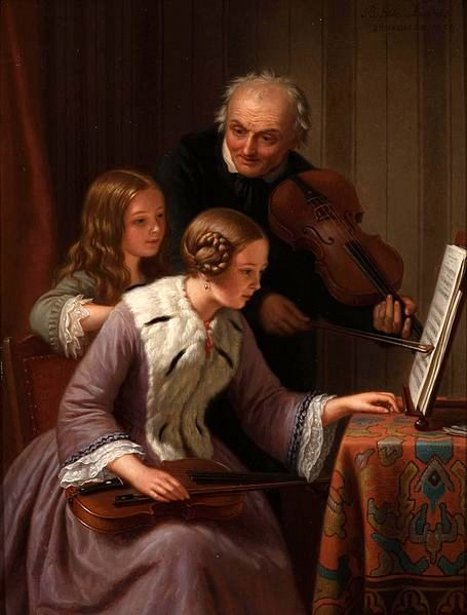
La Leçon de musique.

Son champ pictural couvre les scènes de genre et les portraits. Au début de sa carrière, il imite, dans ses scènes de genre, les maîtres hollandais du XVIIe siècle, tel Gerard ter Borch. Plusieurs de ses tableaux, dont La Punition et Le Mercredi des cendres, sont lithographiés par Pierre De Vlamynck. Il vend ses œuvres en Europe, et notamment à Turin.
En 1836, le critique Louis Alvin commente La Noce villageoise que Basile De Loose a envoyée au Salon de Bruxelles : « Il y a un effet de lumière peut-être un peu cru, mais qui ne manque pas de vérité. Si les expressions en sont trop communes, elles sont rendues avec justesse et naturel. Le pinceau de cet artiste a de la facilité, son dessin est correct. »
Au Salon d'Anvers de 1837, le critique du quotidien belge L'Émancipation écrit : « Dans ses Jeunes mariés au marché, M. Basile De Loose a fait preuve d'un talent de dessin qui mérite d'être remarqué. Les groupes sont également bien jetés, mais le coloris manque de vigueur. Il en est de même de La fruitière endormie ; les accessoires y sont bien traités, mais il n'y a pas en général assez d'animation dans les scènes qu'il représente. »
Au Salon de Bruxelles de 1848, où il a envoyé Un jour de fête à l'école, le critique Louis Van Roy estime que « le coloris est gris et froid. Cependant, il y a du mouvement dans ce tableau et plusieurs jolies têtes d'enfants sont peintes avec finesse ».
Le Journal de Bruxelles analyse L'Anniversaire de la supérieure que Basile De Loose a envoyée au Salon de Bruxelles de 1878 : « Le tableau a quelques qualités de justesse et de pensée ; mais le dessin, notamment de la fillette qui lit son compliment, est insuffisant. Le milieu de la scène est bien rendu : le mur claustral, les ornements, fleurs sous globes et vierges de plâtre, des deux dessus des humbles demeures religieuses, la pauvreté propre et monacale, tout cela est peint dans le ton juste. »

### Galerie

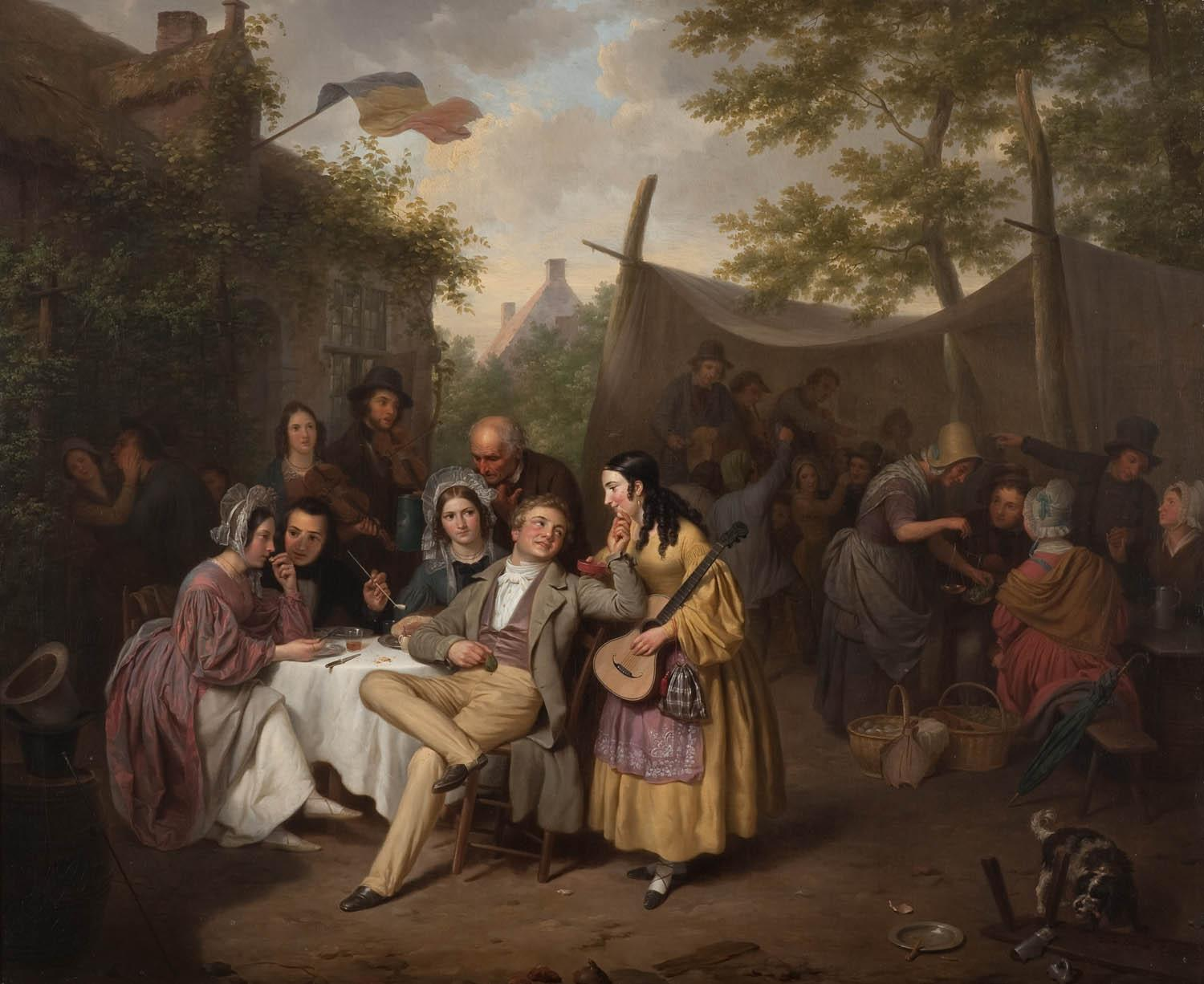
Fête villageoise (1838).
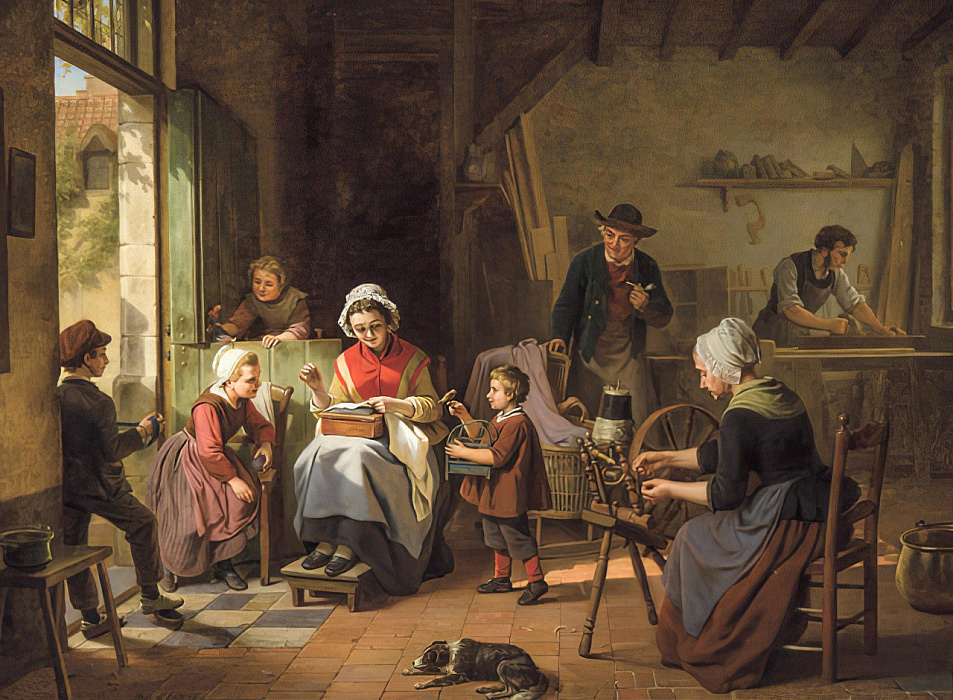
Scène familiale.
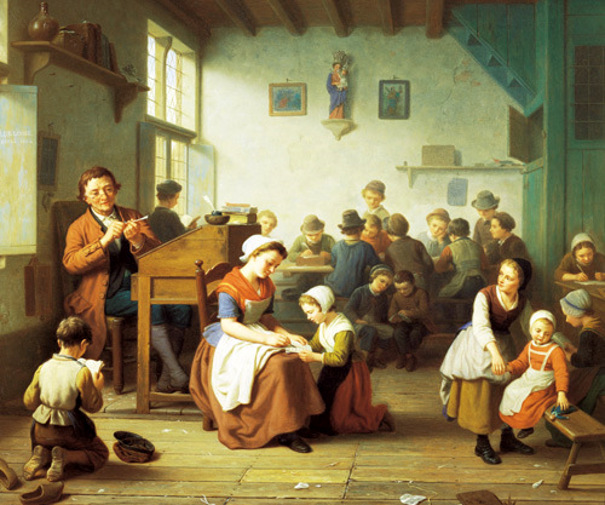
Dans la salle de classe.
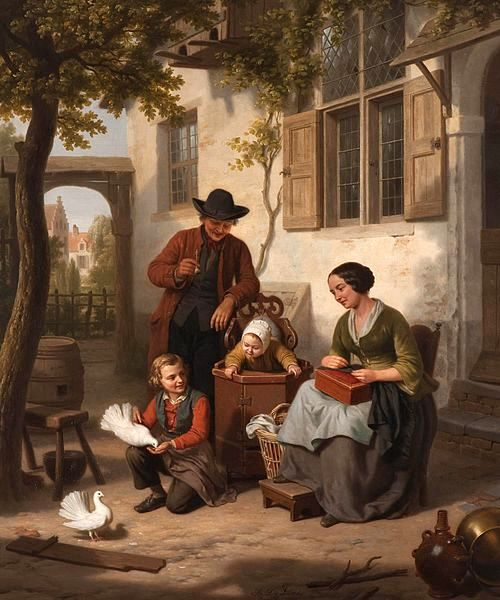
La Famille heureuse.

### Expositions

#### Belgique

##### 1826 - 1856
- Salon de Gand (XIIIe) de 1826 : Vue de l'église et d'une partie du village de Zele[11].
- Salon d'Anvers de 1828 : Portrait d'une demoiselle pinçant la guitare[12].
- Salon de Gand (XIVe) de 1829 : Vue intérieure de l'église de Saint-Nicolas, Un garçon endormi et Un paysan ivre dans un cabaret[13].
- Salon de Gand (XVe) de 1832 : Leçon de morale[14].
- Salon de Bruxelles de 1833 : Une rixe entre deux poissardes[15].
- Salon d'Anvers de 1834 : Fête de village et Le Peintre et son modèle[16].
- Salon de Gand (XVIe) de 1835 : La Femme malade[17].
- Salon de Bruxelles de 1836 : Une maîtresse d'école et Une noce villageoise[18].
- Salon d'Anvers de 1837 : Une fruitière endormie et Les Jeunes mariés au marché[19].
- Salon de Bruxelles de 1839 : L'Enfant en danger, Le Mercredi des cendres et Le Remplaçant remplacé[20].
- Salon de Bruxelles de 1842 : Une leçon de musique (médaille de vermeil)[21].
- Salon de Gand (XIXe) de 1844 : Scène familière et Une leçon de musique dans un pensionnat[22].
- Salon de Bruxelles de 1845 : Une noce villageoise[23].
- Salon de Gand (XXe) de 1847 : Une assemblée le premier jour de l'an[24].
- Salon de Bruxelles de 1848 : Un jour de fête à l'école[25].
- Salon d'Anvers de 1849 : Portrait[26].
- Salon de Bruxelles de 1851 : La Leçon de dessin dans un pensionnat[27].
- Salon de Gand (XXIIe) de 1853 : Un marchand de fruits[28].
- Salon de Bruxelles de 1854 : Un mariage de raison[29].

##### 1856 - 1883
- Salon de Gand (XXIIIe) de 1856 : Une maîtresse d'école et Une scène de famille, intérieur[30].
- Salon de Bruxelles de 1857 : L'Eau bénite présentée à la fiancée[31].
- Salon d'Anvers de 1858 : Les Dentellières[32].
- Salon de Gand (XXIVe) de 1859 : Le Jeu de quilles'[33].
- Salon de Bruxelles de 1860 : Scène d'intérieur[34].
- Salon de Gand (XXVe) de 1862 : Une école[35].
- Salon de Bruxelles de 1863 : Demande en mariage[36].
- Salon de Bruxelles de 1866 : Les Suites d'une rixe entre deux gamins[37].
- Salon d'Anvers de 1867 : École en l'absence du maître et L'Aumône[38].
- Salon de Gand (XXVIIe) de 1868 : La Fête de la grand-mère et Cache-Cache[39].
- Salon de Bruxelles de 1869 : Pendant la récréation[40].
- Salon de Gand (XXVIIIe) de 1871 : Une partie de dames et La Passion de la lecture[41].
- Salon de Bruxelles de 1872 : L'Heureuse famille[42].
- Salon d'Anvers de 1873 : L'Anniversaire de la supérieure[43].
- Salon de Gand de 1874 (XXIXe) : École villageoise[44].
- Salon de Bruxelles de 1875 : Kermesse villageoise flamande et L'École[45].
- Salon d'Anvers de 1876 : L'Album de l'artiste[46].
- Salon de Gand (XXXe) de 1877 : Scène de kermesse villageoise flamande et L'album de l'artiste[47].
- Salon de Bruxelles de 1878 : L'Anniversaire de la supérieure[10].
- Salon d'Anvers de 1879 : L'Anniversaire de la Supérieure[48].
- Salon de Gand (XXXIe) de 1880 : L'Anniversaire de la Supérieure et L'Apprêt du régal[49].
- Salon de Bruxelles de 1881 : À la foire et Un dimanche à la campagne[50].
- Salon de Gand de 1883 (XXXIIe) : Les Pompiers volontaires et L'Artiste chez le fermier[51].

#### France
- Salon de Paris de 1841 : il y obtient une médaille d'or[4].

#### Pays-Bas
- Exposition des maîtres vivants à Amsterdam en 1841 : Une scène familiale[52].
- Exposition des maîtres vivants à La Haye en 1841 : Un marché en Flandre Orientale[52].
- Exposition des maîtres vivants à Rotterdam en 1848 : Une fête de jeunesse le jour de l'an[52].
- Exposition des maîtres vivants à La Haye en 1849 : Le Baiser refusé[52].
- Exposition des maîtres vivants à Amsterdam en 1858 : Le Déjeuner dans une ferme[52].

### Collections muséales
Plusieurs de ses œuvres sont conservées notamment au Riksmuseum Amsterdam (cinq dessins et gravures), à l'Alte Nationalgalerie (Réunion à l'auberge, 1846 et Scène de famille hollandaise, 1846), au Musée des Beaux-Arts de Leipzig (Dentellière et son enfant, 1858) et au Stettin Museum (Écolières à la campagne).